# Rotensugnet
Rotensugnet är ett naturreservat i Älvdalens kommun i Dalarnas län.
Området är naturskyddat sedan 1996 och är 54 hektar stort. Reservatet är beläget i Älvdalens skjutfält där Rotälven flyter samman med Rällan och Älåsbäcken i djupt nedskurna raviner. Mellan Rotälven och Rällan finns åsar med gammal tallskog som uppvisar spår av skogsbränder och här har man hittat tallar med en ålder av mer än 400 år. I den nordöstra delen av reservatet växer övervägande granskog och den är samtidigt den äldsta och minst påverkade skogen.
Rotensugnet har fått sitt namn efter vattenfallet som Rotälven (Rotnen) bildar vid en förkastningsspricka 250 meter innan den flyter samman med Rällan - "sugn" betyder vattenfall på älvdalsmål. Vid vattenfallet finns en dammvall med dammluckor och en timmerränna som gjorde det möjligt att flotta timmer förbi vattenfallet.

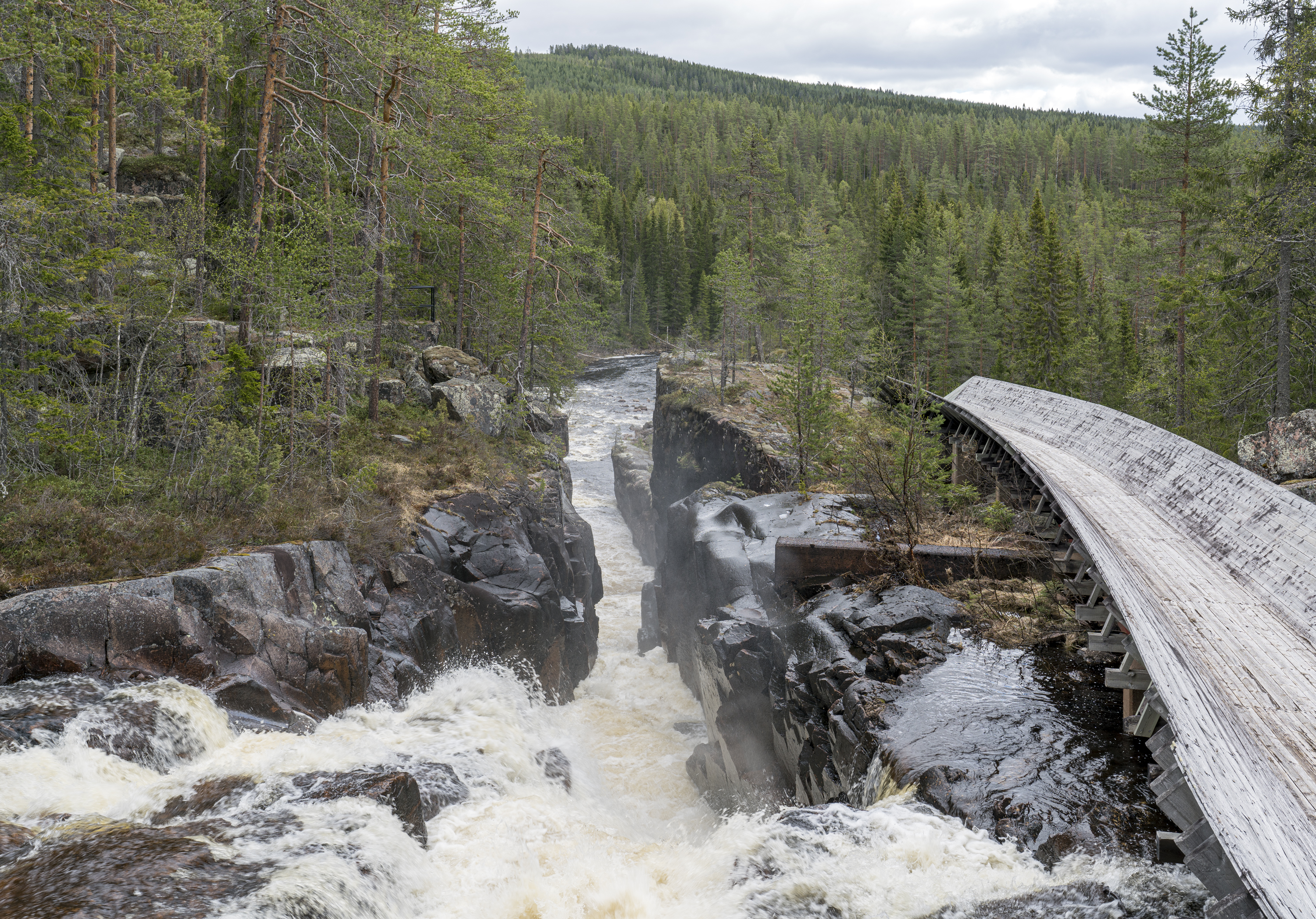
Rotälven kastar sig ner i förkastningssprickan. Till höger timmerrännan.
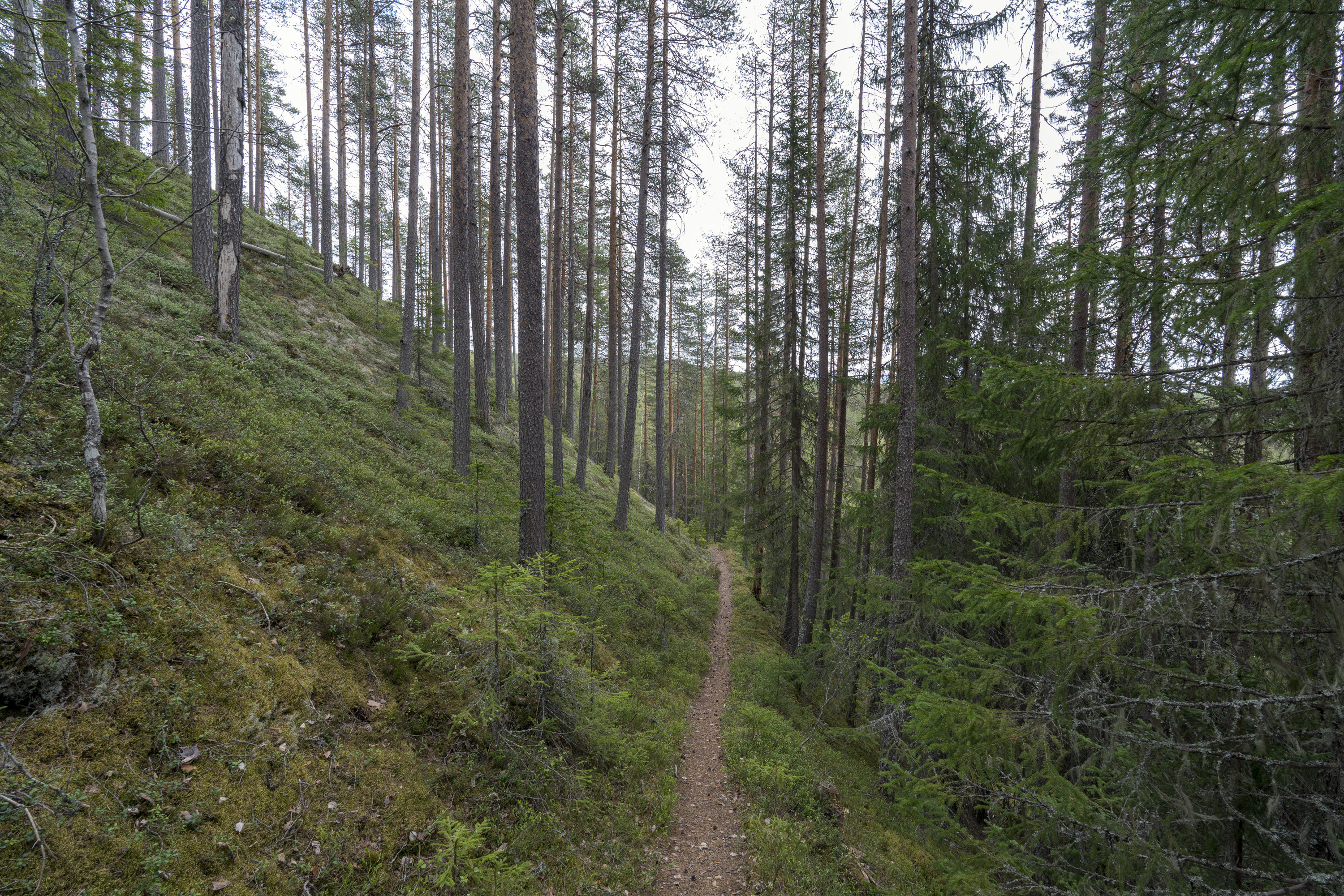
En 3 km lång stig går genom reservatet.
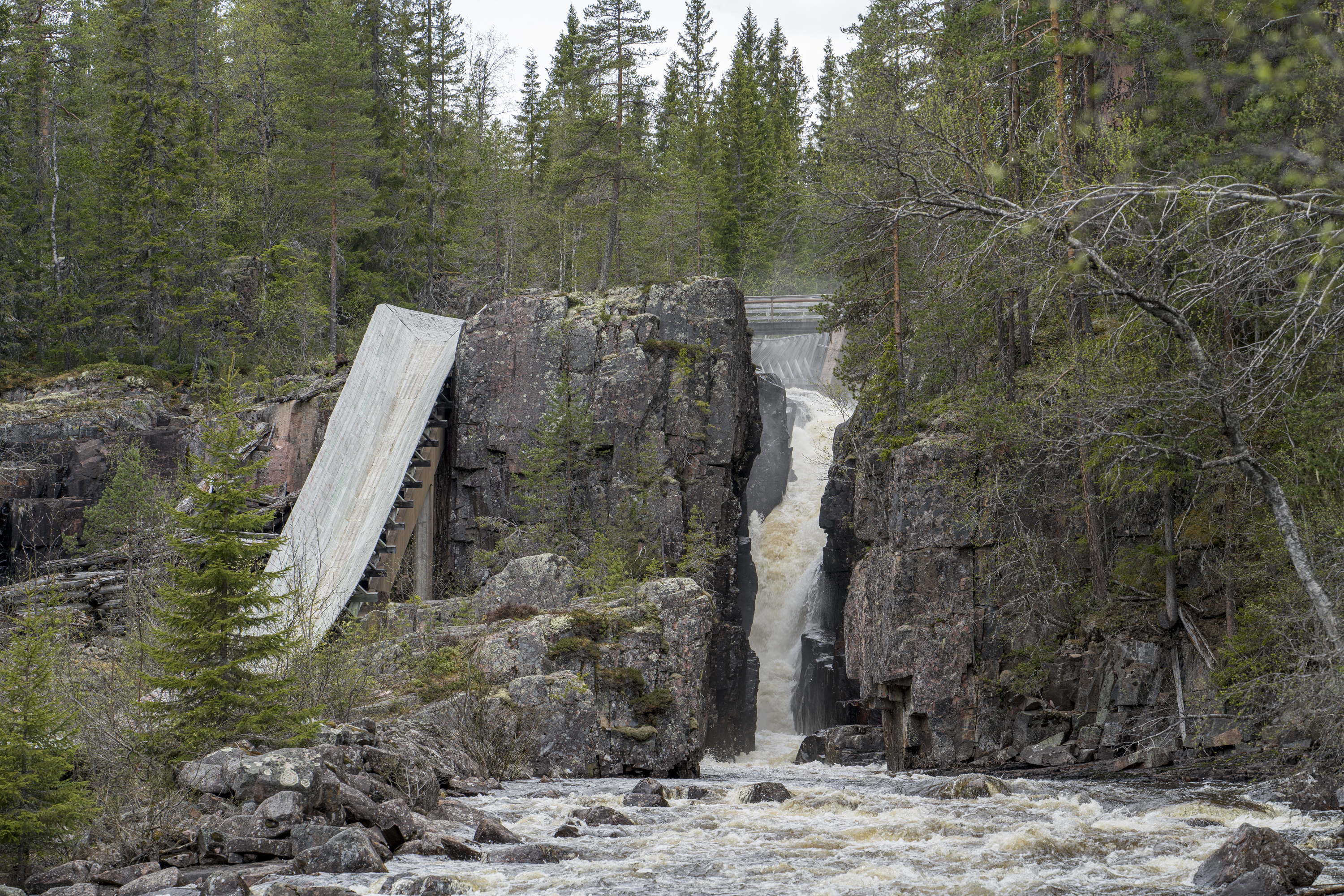
Nedströms vy av vattenfallet i Rotensugnet.